# Bass Lake (Contea di Washburn, Wisconsin)
Bass Lake è un comune degli Stati Uniti, situato in Wisconsin e in particolare nella Contea di Washburn.